# ماهیچه کوتاه خم‌کننده انگشتان پا
ماهیچه کوتاه خم‌کننده انگشتان پا (انگلیسی: Flexor digitorum brevis muscle) ماهیچه تاکننده انگشتان دو تا پنج پا است. این ماهیچه خم کردن (فلکشن) بند انگشتان و همچنین مفصل بین استخوان‌های کف پا و بند اول انگشتان را بر عهده دارد.
خاستگاه آن سر ثابت برآمدگی داخلی (توبروزیته مدیال) استخوان پاشنه و هم‌چنین نیام کف‌پایی است.
پیوندگاه آن بندهای میانی چهار انگشت جانبی پا است. ماهیچه کوتاه خم‌کننده انگشتان پا با چهار تاندون که دو شاخه شده‌اند به کناره‌های استخوان بند سوم چهار انگشت دوم سوم چهارم و پنجم متصل می‌شود.
عصب‌گیری آن از تنه عصب درونی (مدیال) کف‌پایی است.

## نگارخانه

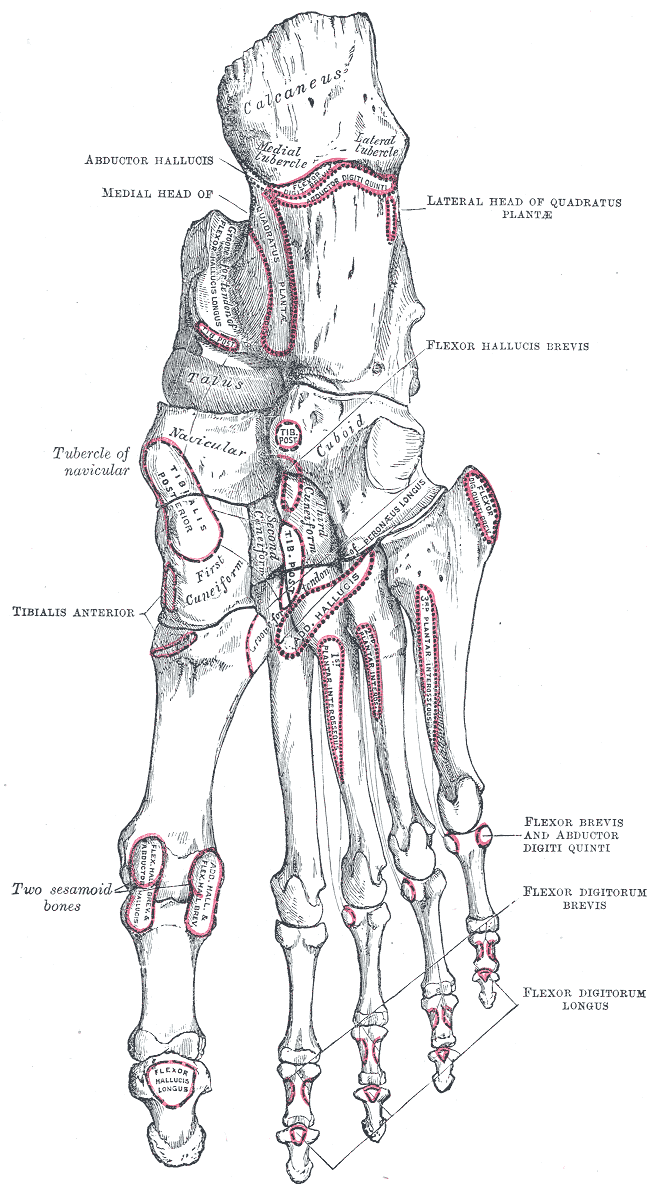
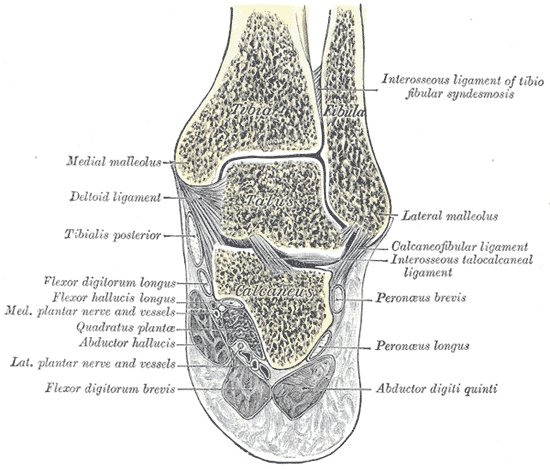